# 歇武镇
歇武镇是中国青海省玉树藏族自治州称多县下辖的一个镇。镇辖区面积722平方千米，人口0.4万，以藏族为主，占总人口的99.9％。

## 行政区划
歇武镇下辖以下地区：
歇武社区、歇武村、阿卓茸巴村、直门达村、当巴村、牧业村、上赛巴村和下赛巴村。